# Église Saint-François-Xavier de Hobart-Sud
Pour les articles homonymes, voir Église Saint-François-Xavier.
L’église Saint-François-Xavier (anglais : St Francis Xavier’s Church) est un édifice religieux catholique de la première moitié du XXe siècle situé à Hobart, en Australie.

## Situation et accès
L’édifice est situé au no 61 de la rue Adélaïde (anglais : Adelaide Street), dans le quartier de Hobard-Sud, et plus largement au sud-ouest de la Ville de Hobart

## Histoire

### Contexte
Entre 1842 et 1866, l’école Saint-Luc (anglais : St Luke’s School) est remise à l’évêque Robert Willson. Des messes y sont célébrées certains dimanches, avant de devenir régulières à partir de 1921.

### Projet et construction
Face au développement de la congrégation, un nouvel édifice devient nécessaire : un site est alors trouvé par le prêtre Hennebry. À son arrivée, le nouvel archevêque William Hayden s’intéresse au projet et le concrétise à partir de juin 1932. L’édifice est ainsi élevé selon les plans des architectes A. T. Johnston et Walker et la participation des constructeurs J. Dunn et Son,.

### Dédicace
La cérémonie de dédicace a lieu le 4 juin 1933, dans l’après-midi. Elle est accomplie par l’archevêque de Hobart, William Hayden, accompagné de nombreux prêtres et en présence de 1 400 personnes. Hayden remercit ensuite les personnes ayant participé à l’édification,. À la fin de la cérémonie, le prêtre Kent fait un appel aux dons pour réduire la dette de construction.

## Structure
L’édifice, construit dans un style néo-roman, est fait de briques rouges,. Ses murs mesurent 2 pieds (0,61 m) et leur partie intérieure est recouverte de plâtre ; des boiseries sont en chêne (en) et bois noir de Tasmanie et l’autel fait de marbre par John Gillon (de New Town (en)). Il y a également un sous-sol conçu comme salle communautaire. L’église aurait ainsi une capacité de 350 personnes.